# S.T.A.L.K.E.R.: Зов Припяти
«S.T.A.L.K.E.R.: Зов Припяти» (англ. S.T.A.L.K.E.R.: Call of Pripyat) — компьютерная игра в жанре шутера от первого лица с элементами ролевой игры и survival horror от украинской компании GSC Game World, сиквел игры «S.T.A.L.K.E.R.: Тень Чернобыля». Выход игры состоялся в 2009 году.

## Разработка и поддержка игры

### История разработки
7 апреля 2009 года газета «Комсомольская правда» провела онлайн-конференцию с Сергеем Григоровичем — генеральным директором компании GSC Game World. На конференции Григорович заявил о работах над вторым аддоном к оригинальной игре «S.T.A.L.K.E.R.: Тень Чернобыля» и о работе над второй частью игры:
«Второй аддон к „Сталкеру“ выйдет в этом году, осенью. Идей, как всегда, масса, но до разработки доживают единицы. Мы не делимся никакими мыслями до тех пор, пока не принимаем решение разрабатывать проект. А это стадия, когда уже есть на что посмотреть. Но могу сказать, что „Сталкер-2“ мы будем разрабатывать однозначно».
На этой же конференции Григорович сообщил официальное название второго аддона — «Зов Припяти».
30 апреля 2009 года компания GSC Game World официально анонсировала игру на своём официальном сайте, раскрыв сюжет игры, множество её деталей и особенностей.
В майском номере украинского журнала Gameplay № 5(45) было опубликовано обширное превью игры. Журналисты привели множество новых сведений об игре, описали сюжет, геймплейные нововведения, общий дизайн, кратко и предварительно оценили игру и попытались спрогнозировать её будущее.
15 мая 2009 года открылся официальный сайт игры. На нём сразу же появились системные требования игры.
9 сентября 2009 года старший маркетинговый менеджер AMD-ATi Ян МакНоутон (англ. Ian “Cabrtosr” McNaughton) в своём блоге опубликовал статью «DirectX 11 — What to expect!», в которой описал преимущества и основные особенности Direct3D 11. В этой статье он заявил, что «S.T.A.L.K.E.R.: Зов Припяти», наряду с BattleForge и Colin McRae: Dirt 2, будет использовать DirectX 11.
| Системные требования | Системные требования                                                           | Системные требования                                                                  |
| -------------------- | ------------------------------------------------------------------------------ | ------------------------------------------------------------------------------------- |
|                      | Минимальные                                                                    | Рекомендуемые                                                                         |
| Microsoft Windows    |                                                                                |                                                                                       |
| ЦПУ                  | Intel Pentium 4 2.0 Ghz / AMD XP 2200+                                         | Intel Core 2 Duo E7400 / AMD 64 X2 5600+                                              |
| Объём ОЗУ            | 512 Мб                                                                         | 2 Гб ОЗУ                                                                              |
| Видеокарта           | 128 Мб Direct3D 8.0 совместимая карта / nVIDIA® GeForce 5700 / ATI Radeon 9600 | 512 Мб Direct3D 9.0c совместимая карта / nVIDIA GeForce 9800 GTX / ATI Radeon HD 4850 |

11 сентября 2009 года вышел новый игровой трейлер в стиле хоррора.
15 сентября 2009 года GSC Game World опубликовала пресс-релиз, в котором заявила, что игра «S.T.A.L.K.E.R.: Зов Припяти» отправилась в печать.
2 октября 2009 года, как и планировалось, игра официально поступила в продажу на платформе Windows. В России, странах СНГ и Балтии официальным дистрибьютором является фирма 1С. «S.T.A.L.K.E.R.: Зов Припяти» поступил в продажу как в джевел-упаковке, так и в DVD-боксе. Кроме полной версии игры, в продажу поступило специальное экономичное издание игры, которое потребует предварительной установки оригинальной игры «S.T.A.L.K.E.R.: Тень Чернобыля» или приквела «S.T.A.L.K.E.R.: Чистое Небо».
В «S.T.A.L.K.E.R.: Зов Припяти» используется самая последняя на тот момент версия игрового движка «X-Ray» — 1.6.
25 сентября 2009 года, за неделю до выхода, пиратами была похищена специальная аддон-версия игры, требующая наличия установленной игры S.T.A.L.K.E.R.: Shadow of Chernobyl или S.T.A.L.K.E.R.: Clear Sky.

### Поддержка игры
- 2 ноября 2009 года разработчики выпустили первый патч, обновляющий игру до версии 1.6.01. Патч исправил множество неработающих игровых скриптов, триггеров, вылетов, сбоев, а также принёс в игру некоторые оптимизации и дополнительные опции[29][30].
- 21 января 2010 года разработчики выпустили второй патч, обновляющий игру до версии 1.6.02. В основном, он оптимизирует работу программы и исправляет несколько ошибок[29]. Впоследствии стало известно, что это обновление последнее и поддержка игры прекращена.
- 29 мая 2014 года был выпущен патч, решающий проблему неработоспособности сетевой игры («ошибка № 4») в связи с закрытием серверов GameSpy.

6 марта 2024 года была выпущена на PlayStation 4 и Xbox One, а также на PlayStation 5 и Xbox Series X/S по обратной совместимости в составе сборника S.T.A.L.K.E.R. Legends of the Zone Trilogy. Были добавлены достижения и официальная поддержка модов через mod.io, адаптированы под консоли интерфейс и управление, колесо выбора оружия, изменения в системе прицеливания и навигации по меню. Также 31 октября 2024 года вышел порт на Nintendo Switch.
20 мая 2025 года вышло переиздание на ПК, PlayStation 5 и Xbox Series X/S в составе сборника S.T.A.L.K.E.R.: Legends of the Zone Trilogy — Enhanced Edition. Были обновлены освещение, текстуры, шейдеры и модели (НПС и оружия). ПК-версия также получила совместимость со Steam Deck, поддержку контроллеров, технологии FSR и модов через Steam Workshop.

## Сюжет
Игра продолжает сюжет «Тени Чернобыля». После того, как «Стрелок» отключает «Выжигатель мозгов», ВСУ начинает операцию «Фарватер». В сторону ЧАЭС было послано 5 вертолётов Ми-24, но ни один из них с задания не вернулся. С тем, чтобы понять, что случилось с машинами, в Зону был направлен бывший сталкер майор СБУ Дегтярёв. Он путешествует по Затону и окрестностям вокруг завода «Юпитер» и обследует несколько упавших «крокодилов», у части которых полностью выгорела электроника. Также в одном из них майор находит карту с возможными точками эвакуации, а в другом — чёрный ящик, расшифровав который он узнаёт конкретную точку, к которой выдвинулись выжившие в катастрофе военные.
Точка «Б28» находится в Припяти, однако майор не смог найти ни одного сталкера, способного его туда провести. Проводник Лоцман, помогающий перейти от «Скадовска» к Янову, посоветовал ему поискать информацию о секретном пути под «Юпитером». Когда Дегтярёв находит необходимые документы и схемы, тот обращается к местному технику Азоту, который сводит его с Зулусом с целью подготовки отряда для прохождения через путепровод. В зависимости от решений, принятых игроком, в отряд могут вступить ещё несколько человек. В битвах с мутантами и «монолитовцами» главный герой пробирается через туннель и попадает в город-призрак.
На выходе из путепровода Дегтярёва встречает патруль военных, те отводят его к командующему операцией полковнику Ковальскому. Из диалога с ним майор узнаёт, что выжившие оказались в крайне плачевном состоянии: у них нет ни малейшего представления о причинах провала операции, нет связи со штабом, а сами они нередко подвергались нападению со стороны «Монолита». Полковник предполагает, что вертолёты были сбиты при помощи «гаусс-пушек», но дальнейшие поиски информации Дегтярёвым опровергли эту версию. В ходе следующих заданий майор уничтожает установленную «монолитовцами» глушилку, а после военных находит Стрелок. Тот объясняет, что причиной провала «Фарватера» было то, что командование не знало, что во время и после каждого выброса аномалии меняют своё расположение, из-за чего карты, по которым летели вертолёты военных, оказались недействительными ещё до их записи на диски. Дегтярёв связывается со штабом, начинается эвакуация. В зависимости от действий игрока майор может остаться в Зоне, улететь или вообще провалить эвакуацию.

## Отзывы прессы

### Отзывы об игре до её выхода
Русскоязычный игровой сайт GameTech, являющийся дочерним ресурсом известного сайта iXBT, 13 апреля 2009 года начал, а 21 апреля закончил проведение опроса «Следующий S.T.A.L.K.E.R. следовало бы назвать не Call of Pripyat, а…». В этом голосовании пользователям сайта предлагалось выбрать из множества вариантов одно название, которое следовало бы дать игре. В результате голосования 45 % посетителей сайта проголосовало за название «Call of Pripyat: Dark Corners of Sovok» (пародия на название игры Call of Cthulhu: Dark Corners of the Earth). «Даже полное барахло можно подсунуть людям, если его название созвучно какому-нибудь известному бренду», — комментируют опрос журналисты GameTech.
В майском номере украинского журнала Gameplay № 5(45) было опубликовано обширное превью игры, в котором журналисты кратко и предварительно оценили игру и попытались спрогнозировать её будущее. «А наш мир устроен так, что от разочарования от проекта страдает не столько он сам, сколько следующий продукт студии. […] Посему рискнём предположить: будущей части сериала, именуемой „Зов Припяти“, уготован не самый тёплый приём, ведь многие заранее настроены скептически. […] По очень большому счёту „Зов Припяти“ — это работа над ошибками „Чистого неба“».
21 мая 2009 года детальный обзор на «S.T.A.L.K.E.R.: Зов Припяти» написал сайт GameTech. Журналисты сайта детально описали всю доступную на тот момент информацию об игре, а также сделали некоторые предположения о её окончательной версии. В частности, они заявили: «Хотелось бы засыпать выводы восторженными предложениями с кучей восклицательных знаков, однако история франчайза приучила нас быть сдержанными в своих суждениях. Все радости могут запросто обломаться о реализацию, отравив надежды поклонников техническими проблемами и простецким исполнением заявленных особенностей». Вместе с тем журналисты выдвинули предположения о том, что игра, сюжет и геймплей всё-таки станут лучше благодаря опыту, который GSC Game World получила с первых двух игр серии.
4 июля 2009 года русскоязычный сайт 3DNews, посвященный IT-технологиям, написал предобзор на «S.T.A.L.K.E.R.: Зов Припяти», в котором сначала коротко оценил две предыдущие игры серии:
Увы, уникальная атмосфера и интересное визуальное исполнение буквально тонули в море ошибок и недоработок. Первые покупатели превратились в невольных бета-тестеров, да ещё за собственные деньги. На разработчиков обрушилась лавина брани и отборных проклятий, но диски все равно раскупались, как пахлава на украинском пляже. С дополнением «Чистое небо» история повторилась с мистической точностью.
Затем журналисты прокомментировали собственно «S.T.A.L.K.E.R.: Зов Припяти»:
...большинство людей уже на подсознательном уровне с подозрением относятся к S.T.A.L.K.E.R. За два предыдущих выступления GSC серьёзно подмочила репутацию, и верить на слово, что к третьей части все изменится, сейчас готовы только законченные оптимисты. <...> От нового дополнения глупо и наивно ждать революции. <...> Сейчас авторы, кажется, <...> просто создают настоящий S.T.A.L.K.E.R., который давно ждут поклонники. Думаете, получится?

#### S.T.A.L.K.E.R.: Зов Припяти на КРИ 2009
В мае 2009 года прошло ежегодное мероприятие КРИ 2009, на котором GSC Game World демонстрировала «S.T.A.L.K.E.R.: Зов Припяти». Игровые рецензенты, побывавшие на конференции, прокомментировали игру и поделились впечатлениями.

Игровой журнал «Страна Игр» высказался об игре так:
Украинцы из GSC Game World продолжают окучивать ниву «сталкериады», продемонстрировав на КРИ 2009 недавно анонсированный «S.T.A.L.K.E.R.: Зов Припяти». <...> Что ж, смотрится игра уже неплохо, только бы релизная версия (ждём её осенью) шла нормально, без всяких там фиксов и патчей.
Игровой журнал «Игромания» также высказал своё мнение:
Итак, никаких чудесных преобразований с Зоной не произойдёт. Все происходящее вокруг нам хорошо знакомо, вот только идеи, заложенные в предыдущих играх, будут реализованы в надлежащем виде. Еще одно дополнение понадобилось для того, чтобы просто исправить все ошибки, которых, стоит признать, в «Тени Чернобыля» и «Чистом небе» было достаточно.
Игровой сайт и сервер «PlayGround.ru» поделился впечатлениями об увиденном:
Нам удалось с удовольствием пробежаться по новому миру Зоны и на собственной шкуре заметить некоторые из заявленных изменений. Интерфейс существенно доработан. Теперь даже и придраться не к чему. <...> Квесты проработаны гораздо тщательнее, вручную, с обилием скриптовых сцен. Появился сон, но так ожидаемого игроками транспорта не будет. <...> К сожалению, выпуск синглплеерного SDK пока не планируется. И главная, наиболее приятная новость — уже два месяца как набрана и успешно работает команда из пятнадцати бета-тестеров, дотошно и профессионально вылавливающая все, издалека похожее на баг. В этот раз разработчики серьёзно настроены сделать изначально законченный продукт.

### Отзывы об игре после её выхода
| Сводный рейтинг       | Сводный рейтинг |
| Агрегатор             | Оценка          |
| --------------------- | --------------- |
| GameRankings          | 80,68 %         |
| Иноязычные издания    |                 |
| Издание               | Оценка          |
| IGN                   | 8,2/10          |
| Русскоязычные издания |                 |
| Издание               | Оценка          |
| 3DNews                | 6/10            |
| Absolute Games        | 54/100          |
| PlayGround.ru         | 8,7/10          |
| «Игромания»           | 8,5/10          |
| «Игры Mail.ru»        | 8,5/10          |

Русскоязычный игровой сайт Absolute Games поставил игре довольно низкую оценку — 54 % (статус «средненько»), которая меньше оценки «S.T.A.L.K.E.R.: Тень Чернобыля» (65 %), однако больше оценки «S.T.A.L.K.E.R.: Чистое Небо» (47 %). Обозреватель негативно отозвался о технической составляющей игры, отметив технические проблемы со звуковыми картами и «нечестной» оптимизацией, которая была достигнута благодаря ухудшению качества графической составляющей. Также были отрицательно отмечены отсутствие озвучивания диалогов, плохая подача сюжета, невыразительный и скучный сюжет, неудачный и не работающий должным образом геймплей, отсутствие игровой атмосферы, а также устаревший мультиплеер, который не изменился с прошлых серий. Вывод обозревателей полностью отрицательный: «Третья попытка GSC создать собственный „постапокалипсис“ укрепила меня во мнении, что эффективнее всех в этой фирме работает PR-отдел. А удел бесталанных разработчиков — лепить продолжения для фанатов, которые опять готовы питаться „атмосферой“ от каждого радиоактивного УАЗа».
Сайт GameTech, который является специализированным игровым дочерним проектом сайта iXBT, также написал довольно отрицательный отзыв на «S.T.A.L.K.E.R.: Зов Припяти». Отрицательно обозреватели описали сюжет, особенно его подачу. Особенно отрицательно они отозвались о новом стиле подачи сюжета при помощи кат-сцен и статических изображений. «Сюжетная линия по своей увлекательности конкурирует с показателями GPS-навигатора», — так описали сам сюжет и его режиссуру журналисты. Вместе с тем были отмечены улучшенная техническая стабильность игры по сравнению с предшественником «S.T.A.L.K.E.R.: Чистое Небо». Обозреватели отметили ухудшение качества графики по сравнению с «S.T.A.L.K.E.R.: Чистое Небо», отрицательно отозвались о её устаревшем качестве, плохих моделях и текстурах. Особенно положительно, в контексте всей рецензии, обозреватели описали вручную созданные квесты, которые выполнены довольно интересно, качественно и имеют много вариантов развития, которые определяются моральным выбором игрока. Также в меру положительно была описана боевая составляющая игры. Вердикт обозревателей: «„Зов Припяти“ стоит намного ближе к тому самому S.T.A.L.K.E.R., который нам когда-то обещали. <…> GSC таки показала, что умеет учиться на своих ошибках. Но, увы, слишком поздно. На полноценную игру финансирования не хватило. <…> После опыта последних шутеров „Зов Припяти“ смотрится бедным родственником, которого терпишь на жёстком диске только из любви к сеттингу».
Сайт 3DNews поставил игре 6 баллов из 10 и написал очень унизительную рецензию, которая начинается следующими фразами: «…игра при первом же знакомстве с поразительным упрямством пытается сойти за глупый розыгрыш. Смеяться уже неудобно (третье знакомство, всё-таки), наблюдать за всем с серьёзным и умным видом — увольте, сил не осталось никаких. <…> Известные ошибки повторяются уже третий раз подряд, и не замечать их сегодня — явный признак дурного тона». Очень отрицательно была описана атмосфера и общий геймплей игры, которые неприятно поразили журналиста своей нелепостью, глупостью и сильной непроработанностью. Негативно были описаны многопользовательский режим, боевая система и подача сюжета, а также сам сюжет. Также журналист плохо отозвался о графике, которая, хоть и была улучшена с помощью DirectX 11, однако при этом была намеренно упрощена для оптимизации. Звук и звуковое оформление игры были оценены хорошо («порой эта игра звучит почти идеально»). Положительно были описаны квесты, которые, по мнению рецензента, частично реабилитируют игру. Также журналист отметил, что в определённые моменты «S.T.A.L.K.E.R.: Зов Припяти» может удивлять и поражать игрока: «Весь тираж „Зова Припяти“ следовало бы закопать и забетонировать, если бы не одно обстоятельство — у этой игры случаются самые пронзительные и волнующие откровения». Вердикт неутешительный: «„Зов Припяти“ с упорством безумца пытается зачеркнуть все свои возможные достоинства. <…> Зону интересно изучить полностью за один раз, если у вас хватит сил и терпения. Возвращаться сюда в любом случае незачем».
Журнал «Игромания» оценил игру положительно, хотя и ниже, чем «Тень Чернобыля» — 8,5 баллов против 9,5 баллов у «Тени Чернобыля». Об атмосфере и квестах обозреватель отозвался очень положительно, сказав, что игроки получили тот «S.T.A.L.K.E.R.», который задумывался изначально. Также автор похвалил систему A-Life, благодаря которой мутанты и сталкеры теперь действуют достаточно логично. Положительные отзывы получила стабильность игры, в отличие от «Чистого Неба». Также журналист положительно отозвался об улучшенной оптимизации графического движка, хотя отметил, что данная оптимизация была достигнута ухудшением качества графики.
Игра заняла третье место в номинации «Шутер года» (2009) журнала «Игромания».

## Модификации
В 2015 году появилась пользовательская модификация S.T.A.L.K.E.R.: Call of Chernobyl с открытым миром и новыми геймплейными элементами. Модификация заняла первое место на голосовании «Мод Года» на Mod DB в 2016 году и 9-е место в 2015 году. К ней было создано множество аддонов, среди которых одним из наиболее популярных стал S.T.A.L.K.E.R. Anomaly — комплексный геймплейный аддон, стремящийся создать насыщенный и стабильный игровой процесс, также участвовавший в голосовании «Мод Года» и занявший 9-е место в 2018 году, 4-е место в 2019 году и 2-е место в 2022 году. Известны также Call of Misery и Dead Air. Разработка Call of Chernobyl прекратилась в 2018 году.
Ключевая особенность модификации — полная свобода действий. Игрок не обременён чёткой целью или сюжетными границами и может заниматься чем угодно. При старте игры даётся возможность создать своего персонажа, выбрав для него одну из 9 группировок, имя, иконку и место старта. Для исследования доступно 32 локации, содержащие все карты из оригинальной трилогии, несколько вырезанных и одну полностью новую. Игровой процесс выстроен вокруг путешествий игрока по Зоне, участии в перестрелках, поиске артефактов, охоте на мутантов и выполнении заданий. Добавлены новые геймплейные элементы: сбор частей мутантов, система напарников, ранги и репутация. Задания можно брать у NPC, аномальные зоны содержат артефакты после выбросов. Улучшенный A-Life симулирует жизнь в Зоне. Основная цель — отключить «Выжигатель мозгов».

## Музыка
Над музыкой к «S.T.A.L.K.E.R.: Зов Припяти» работал украинский композитор Алексей Омельчук. Саундтрек распространяется вместе с игрой на диске в формате Ogg.

| №                   | Название                  | Автор(ы)            | Длительность |
| ------------------- | ------------------------- | ------------------- | ------------ |
| 1.                  | «Intro»                   | Алексей Омельчук    | 4:14         |
| 2.                  | «Theme of Zaton. Day»     | Алексей Омельчук    | 3:49         |
| 3.                  | «Theme of Zaton. Night»   | Алексей Омельчук    | 3:27         |
| 4.                  | «Theme of Jupiter. Day»   | Алексей Омельчук    | 5:03         |
| 5.                  | «Theme of Jupiter. Night» | Алексей Омельчук    | 4:35         |
| 6.                  | «Theme of Pripyat. Day»   | Алексей Омельчук    | 4:47         |
| 7.                  | «Theme of Pripyat. Night» | Алексей Омельчук    | 5:59         |
| 8.                  | «Combat Theme 1»          | Алексей Омельчук    | 3:36         |
| 9.                  | «Combat Theme 2»          | Алексей Омельчук    | 3:54         |
| 10.                 | «Combat Theme 3»          | Алексей Омельчук    | 2:53         |
| 11.                 | «Combat Theme 4»          | Алексей Омельчук    | 3:09         |
| 12.                 | «Outro»                   | Алексей Омельчук    | 7:01         |
| Общая длительность: | Общая длительность:       | Общая длительность: | 52:27        |

### Комментарии
1. ↑  Он же «Меченый».

1. ↑  в консольной и переизданной версии S.T.A.L.K.E.R.: Call of Prypiat